# Shai Evra
Shai Evra (* 1987 in Beer Jaʿakov) ist ein israelischer Mathematiker, der sich mit Kombinatorik (Graphentheorie), Zahlentheorie und Darstellungstheorie befasst.
Shai Evra studierte Mathematik an der Hebräischen Universität in Jerusalem (Bachelor-Abschluss 2012, Master-Abschluss 2013), an der er  2018 bei Alexander Lubotzky  promoviert wurde (Ramanujan Complexes: From Representation Theory to Combinatorics). 2018 bis 2020 war er am Institute for Advanced Study, 2020/21 an der Princeton University und ab 2022 lehrt er an der Hebräischen Universität.
Er befasst sich mit lokal symmetrischen Räumen arithmetischer Gruppen und ihrer kombinatorischen, geometrischen und topologischen Struktur. Insbesondere wandte er tiefliegende darstellungstheoretische und zahlentheoretische Resultate, verbunden mit den (verallgemeinerten) Ramanujan- und Langlands-Vermutungen, auf die Erweiterung von Expander-Graphen auf höherdimensionale Komplexe an. Michail Leonidowitsch Gromow führte 2009 geometrische Expansion ein als affine Überlappungseigenschaft simplizialer Komplexe, bewies eine stärkere topologische Überlappungseigenschaft für vollständige Komplexe und konstruierte Beispiel für höherdimensionale Expander mit unbeschränktem Grad. Gleichzeitig stellte er 2010 das Problem, höherdimensionale Expander mit beschränktem Grad zu konstruieren. Evra erweiterte die Konstruktion von Gromow 2015 auf andere Bruhat-Tits-Gebäude 2016 zeigten Tali Kaufman, David Kazhdan und Lubotzky, dass 2-dimensionale Skelette von 3-dimensionalen Ramanujan-Komplexen Gromows topologische Überlappungseigenschaft hatten und lösten damit das Problem von Gromow für Dimension 2. Evra und Tali Kaufman zeigten schließlich, dass d-dimensionale Skelette von (d+1)-dimensionalen Ramanujan-Komplexen die topologische Überlappungseigenschaft besaßen und löste damit das Problem von Gromow in allen Dimensionen. Ihr Beweis nutzt den Satz von Lafforgue (von Laurent Lafforgue) im Langlandsprogramm für Funktionenkörper, der auch die verallgemeinerte Ramanujan-Vermutung löst. Die Ergebnisse von Evra und Kaufman haben z. B. Anwendungen in der Kodierungstheorie und bei Quanten-Fehlerkorrigierenden-Codes.
Einen weiteren Durchbruch erzielte er in der Frage goldener Schaltkreiselemente (Golden Gates) bei Quantenrechnern, die diese optimal annähern. In den 1980er Jahren hatten Lubotzky, Ralph Phillips und Peter Sarnak (im Rahmen ihrer Konstruktion von Ramanujan-Graphen) optimale topologische Generatoren für die projektive unitäre Gruppe PU(2) in zwei Dimensionen gefunden, die Golden Gates für PU(2) liefern (diese ist isomorph zu PSU (2) und zur dreidimensionalen Drehgruppe SO(3)), was wiederum einem der Gruppe der logischen Gatter für ein Qubit entspricht. Dabei benutzten sie die von Pierre Deligne bewiesene Ramanujan-Petersson-Vermutung für GL(2). Es war aber unklar wie sich das auf höhere Dimensionen übertragen lässt. Ori Parzanchevski und Evra gelang 2018 die Übertragung auf PU(3). Dabei nutzten sie tiefliegende Resultate von James Arthur und Jonathan Rogawski (die auch Auswirkungen auf die verallgemeinerte Ramnujan-Vermutung haben) um zu zeigen, dass die optimalen Verteilungseigenschaften der Generatoren, wie sie im Fall von PU(2) (auf der 3-Sphäre) gelten, erhalten bleiben. Die Golden Gates für PU(2) und PU(3) liefern die grundlegenden „Logikgatter“ (Schaltkreisbausteine)  für Quantenrechner.
2010 erhielt er den Preis des Dekans der Hebräischen Universität, 2015 den Perlman Prize der Hebräischen Universität, 2014 den Zafriri Preis der Universität und 2020 den Nessyahu Prize. Für 2020 erhielt er den SASTRA Ramanujan Prize.